# Turkinja
Turkinja (lat. Leucoagaricus leucothites), poznata i kao bjelkasta pečurkovica, je jestiva gljiva širom svijeta raširena vrsta gljiva iz porodice pečurki (lat. Agaricaceae). 

## Opis
- Klobuk turkinje je širok od 4 do 10 centimetara, u mladosti zvonolikokuglast, na kraju raširen i vijugav, bijele boje, poslije siv, prekriven finim ljuskicama koje se zatim gube; na dodir postaje žućkastozelenkast.
- Listići su gusti, vodenasti, od trusine mogu biti crvenkasto naprašeni; do stručka su zaokruženi na kratak ovratnik (lat. collarium).
- Stručak je visok od 5 do 10 centimetara, bijel, najprije pun pa šupalj, na dnu zadebljan, vlaknast, redovito zakrivljen; nosi tkaninast, gladak vjenčić.
- Meso je bijelo, tamo gdje se sastaju stručak i klobuk dobiva lagani crvenkasti dašak; miris oštar i dosta neugodan; okus po rotkvi i malo trpak.
- Spore su bijele, malo crvenkaste, eliptične, 7 – 10 x 5 – 7 μm.

## Stanište
Raste od proljeća do kraja jeseni na obrađenom tlu, u vrtovima, vinogradima, kukuruzištima, grobljima i tako dalje.    

## Upotrebljivost
Turkinja je jestiva, vrlo dobra. Prije upotrebe treba je obariti da izgubi neugodan zadah. Stari autori smatrali su je jestivom, dok je neki moderni autori smatraju otrovnom.

## Sličnosti
Donekle je slična Lepiota cretacea Bull, koja ima žutocrvenkaste listiće. U mladosti vrlo podsjeća na lipiku (lat. Agaricus arvensis Schaeff). Zbog staništa na kojemu raste teško je povjerovati da se može zamijeniti nekom otrovnom gljivom. Međutim, nije naodmet oprez da je ne bismo zamijenili nekom zalutalom zelenom ili žutom pupavkom, koje imaju uvijek debelo gomoljasto zadebljanje stručka s ostacima bijelog ovoja. 

## Slike
|  |  |  |  |  |
|  |  |  |  |  |